# Ben Reynders
Bernhard (Ben) Reynders (Diemen, 14 april 1924 –) was een Engelandvaarder.
In 1943 zat Reynders in Breukelen ondergedoken om te ontkomen aan de Duitse razzia's. Zijn ouders en zusje Tessa woonden in de villa Esschenreen in Esch. Zij zaten in het verzet en hadden tijdens de oorlog vaak onderduikers in huis.

## Engelandvaart
Op 27 april 1943 werd de Short Stirling van de Nieuw-Zeelander Mike Mora door een Duitse nachtjager neergeschoten. Hij viel met zijn parachute door het glas van een plantenkas en verstopte zich in een tuin. Later klopte hij aan bij het huis waar Reynders ondergedoken zat. Samen haalden ze de parachute weg. De middenboordschutter had de voltreffer niet overleefd en de andere bemanningsleden werden door de Duitsers opgepakt.
Op 5 mei 1943 werden Reynders en Mora door Anton Schrader en Gerard Bruyne opgehaald en naar Oud-Beijerland gebracht. Daar had Kees Koole met zijn vrachtschip de Nooit Volmaakt hun vluchtbootje neergelegd. Om half zeven in de avond stapte iedereen aan boord. Het gezelschap werd aangevuld met Christiaan de Bakker, stuurman Jaap Burger, Christiaan Gutteling, ir. Karel de Munter, die net uit het Oranjehotel was ontsnapt, Johan Anton Stroeve, Piet Hendrik de Groot en de bij hem ondergedoken broers Robert en Willy Weyhenke. Even na elf uur voeren ze het Haringvliet op en geholpen door de duisternis ontkwamen ze aan de zware mitrailleurschoten van de Duitsers. Aan het einde van de volgende ochtend kwamen ze een Engels konvooi tegen. Nadat ze aan boord genomen waren, probeerde de patrouilleboot het vluchtbootje aan boord te hijsen, maar het viel terug in zee en zonk. Via Radio Oranje kregen de thuisblijvers het codebericht: De Adelaar heeft elf veertjes verloren, en wist men dat ze veilig waren aangekomen.
Reynders werd in Engeland opgeleid tot radaroperateur voor de Motor Torpedo Boat en voerde daarmee acties uit aan de Normandische kust.